# Videdal
Videdal är ett delområde i Malmö. 
Videdal ligger mellan Inre Ringvägen och Videdalsvägen, söder om Sallerupvägen och norr om Höja. Området består till största delen av villabebyggelse (villor, radhus och kedjehus) från 1960-talet. Videdal innefattar sedan år 1981 den tidigare stadsdelen Hohög. Kring Hohögsskolan finns en välbevarad enklav av äldre bebyggelse med husmanshus och äldre egnahemsvillor. I området ligger Videdalsskolan (F–9), Videdals privatskolor (förskola och F–9) och Slånbärets förskola. På Granbacksvägen 101 finns en barnavårdscentral, BVC Granbacken.